# Trimerotropis albescens
Trimerotropis albescens es una especie de saltamontes perteneciente a la familia Acrididae. Se encuentra en Norteamérica y Centroamérica.